# Cylindroryctes
Cylindroryctes is een geslacht van rechtvleugeligen uit de familie Cylindrachetidae. De wetenschappelijke naam van dit geslacht is voor het eerst geldig gepubliceerd in 1928 door Tindale.

## Soorten
Het geslacht Cylindroryctes  is monotypisch en omvat slechts de volgende soort:
- Cylindroryctes spegazzinii (Giglio-Tos, 1914)